# Comitè Olímpic de les Illes Marshall
El Comitè Olímpic de les Illes Marshall (Codi COI: MINOC) és l’organisme responsable de la representació de les Illes Marshall als Jocs Olímpics. Va ser reconegut pel Comitè Olímpic Internacional el 2007. La seva seu està a Majuro, la capital del país.

## Història
El MINOC va fer un primer intent d’aconseguir representació al Comitè Olímpic Internacional el 1991, però aquest organisme va determinar que el país no reunia les condicions necessàries per formar-ne part, perquè la majoria dels habitants tenen passaport estatunidenc i per aquest motiu els Estats Units d'Amèrica podrien estar enviant un segon equip a la competició.
El 2005 el MINOC va entrar a formar part dels Comitès Olímpics Nacionals d’Oceania (ONOC). El 9 de febrer de 2006 la 118a sessió abans dels Jocs Olímpics d'hivern de 2006, el COI va confirmar l'entrada del Comitè Olímpic de les Illes Marshall en aquesta l'organització internacional.
La primera participació del Comitè Olímpic de les Illes Marshall va ser als Jocs Olímpics d’estiu de 2008 celebrats a Pequín. Fins ara mai ha participat als Jocs Olímpics d'hivern. Cap esportista representant de les Illes Marshall ha aconseguit mai una medalla als Jocs Olímpics d'estiu.

### Presidents del Comitè Olímpic de les Illes Marshall
| Etapa       | Nom            |
| ----------- | -------------- |
| 2006 - 2022 | Kenneth Kramer |
| 2022 -      | Anthony Muller |

## Esportistes

### Jocs Olímpics d'estiu (per esport)
| Any          | Esportista        | Posició   | Ref          |
| Atletisme    | Atletisme         | Atletisme | Atletisme    |
| ------------ | ----------------- | --------- | ------------ |
| 2008         | Roman Cress       |           | [ 6 ]        |
| 2008 2012    | Haley Nemra       |           | [ 6 ] [ 7 ]  |
| 2012         | Timi Garstang     |           | [ 7 ]        |
| 2016         | Richson Simeon    | 8         | [ 8 ]        |
| 2016         | Mariana Cress     | 6         | [ 8 ]        |
| 2024         | William Reed      |           | [ 9 ]        |
| Natació      |                   |           |              |
| 2008         | Jared Heine       |           | [ 6 ]        |
| 2008         | Julianne Kirchner |           | [ 6 ]        |
| 2012         | Annie Hepler      |           | [ 7 ]        |
| 2012 2016    | Giordan Harris    | 63        | [ 7 ] [ 8 ]  |
| 2016 2020    | Colleen Furgeson  | 58 44     | [ 8 ] [ 10 ] |
| 2020 2024    | Philip Kinono     | 70        | [ 10 ] [ 9 ] |
| 2024         | Kayla Hepler      |           | [ 9 ]        |
| Taekwondo    |                   |           |              |
| 2008         | Anju Jason        |           | [ 6 ]        |
| Halterofília |                   |           |              |
| 2016         | Mattie Sasser     | 11        | [ 8 ]        |
| 2024         | Mathlynn Sasser   |           | [ 9 ]        |